# Helicopsyche pathoumthongi
Helicopsyche pathoumthongi là một loài Trichoptera thuộc họ Helicopsychidae. Chúng phân bố ở miền Ấn Độ - Mã Lai.